# Кысыкуль
Кысы́куль (Кысыколь) — озеро в Челябинской области России, северо-западнее города Миасс. На берегу Кысыкуля расположен старообрядческий Никольский монастырь.
Высота над уровнем моря — 332 м.

## География
Рядом с Кысыкулем расположено озеро Тургояк, а также Поликарпов пруд. В озере есть 2 безымянных острова: крупный в центре и небольшой у восточного берега.
Административно входит в городской округ Миасс.
В 1883 году археолог Константин Шишковский обнаружил на правом берегу озера следы стоянки доисторического человека.

## Название
Название происходит от башкирских слов: кысык — «узкий», «тесный», «сжатый», «сдавленный», «узкое межгорье» и куль — «озеро». В переводе означают «сдавленное озеро» или «озеро в теснине, узком межгорье».

## Растительный и животный мир
Дно озера ровное илистое. Здесь обитает лещ, плотва, карась, линь, окунь, ёрш, щука и карп. Рыбалка ограничена.